# Un beau soleil intérieur
Un beau soleil intérieur (tiếng Anh: Let the Sunshine In) là một phim của Pháp trình chiếu vào năm 2017 và được đạo diễn bởi Claire Denis. Phim này dựa trên bài viết năm 1977 của Roland Barthes A Lover's Discourse: Fragments. Nhà văn Christine Angot và người thường làm việc chung với Denis Jean-Pol Fargeau cả hai được tường thuật là đã cùng với Denis việt truyện phim. Nó khai mạc phần Directors' Fortnight của Liên hoan phim Cannes 2017 và đạt được giải SACD.

## Diễn viên
- Juliette Binoche vai Isabelle
- Xavier Beauvois vai Vincent
- Philippe Katerine vai Mathieu
- Josiane Balasko vai Maxime
- Bruno Podalydès vai Fabrice
- Gérard Depardieu
- Valeria Bruni Tedeschi
- Laurent Grévill vai François
- Paul Blain vai Sylvain
- Nicolas Duvauchelle vai người diễn viên
- Alex Descas vai người đàn ông ốm

## Sản xuất
Phim bắt đầu quay trong tháng 1 năm 2017 ở Creuse, Pháp. và kết thúc vào ngày 21 tháng 2 năm 2017.